# Mossos d'Esquadra
Policia de la Generalitat – Mossos d'Esquadra (IPA: [ˈmosuz ðəsˈkwaðɾə]; in catalano significa letteralmente «mozzi di squadra» o «ragazzi di squadra»), Policia de la Generalitat– Mozos de Escuadra (in spagnolo)  è il corpo di polizia regionale della comunità autonoma spagnola della Catalogna.

## Storia

### La fondazione
Le sue origini si rintracciano nel XVIII secolo, tra l'anno 1719 e il 1721, attestandosi come la seconda forza di polizia più antica d'Europa, dopo le Compagnie Barracellari della Sardegna le cui origini risalgono al 1560. Negli anni i Mossos d'Esquadra hanno passato varie vicissitudini. Tornano nel 1874 fino al 1939, sciolti dal nuovo regime franchista. Ricostituiti nel 1950 come guardie dei locali della Deputazione di Barcellona, dal 1980 questo corpo di polizia passa agli ordini del governo autonomo regionale (Generalitat de Catalunya).
Rifondati nel 1983 come polizia autonoma della Catalogna diviene un corpo con competenze integrali di polizia, con una legge del Parlamento della Catalogna.
Nel 1994 ebbe inizio un processo di sostituzione delle funzioni di ordine pubblico e sicurezza urbana appartenute al Cuerpo Nacional de Policía e alla Guardia Civil, che dal 2008 hanno mantenuto nella regione solo i compiti di pertinenza esclusivamente statale, tra cui il terrorismo, l'immigrazione clandestina e il controllo delle frontiere.

### Periodo anni 2000

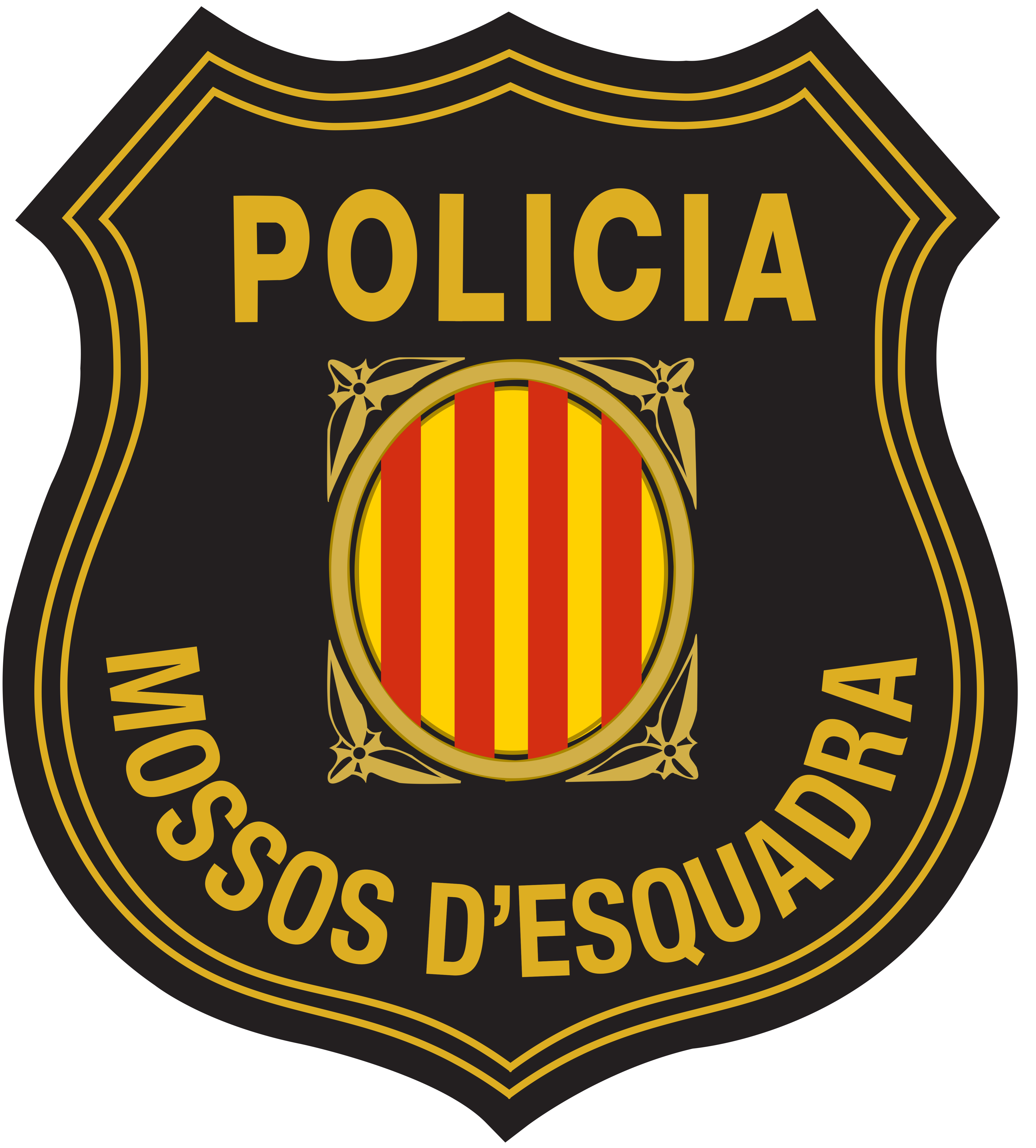
Scudo

Dal 1º novembre del 2005 i Mossos d'Esquadra hanno piene competenze nella città di Barcellona. Il processo di sostituzione delle funzioni della polizia statale è terminato negli ultimi mesi del 2008.

## Competenze

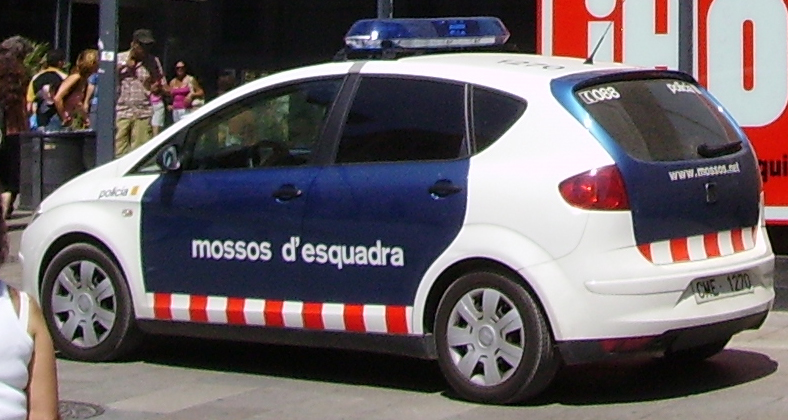
Una SEAT Altea in dotazione ai Mossos d'Esquadra.

Dal 2008 hanno competenze sul traffico e tutte le funzioni di polizia stradale, di ordine pubblico, e pubblica sicurezza in tutto il territorio della Catalogna, con 17.000 agenti distribuiti in nove regioni di polizia, oltre a 1.200 agenti che sono dedicati al controllo del traffico.

## Divisioni

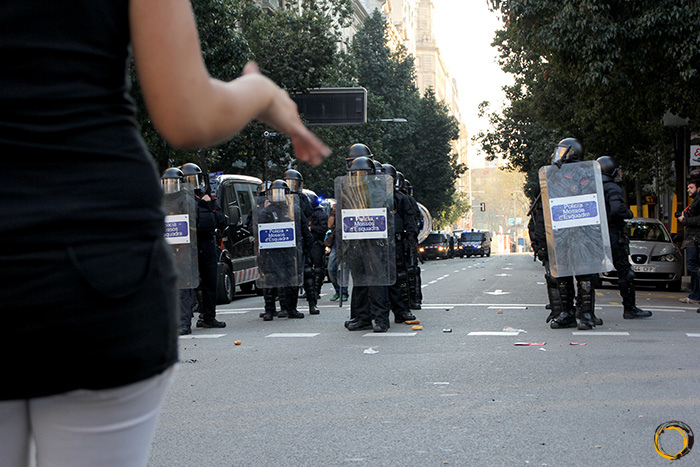
Mossos in assetto di ordine pubblico

- CGIC – Comissaria General d'Investigació Criminal (Investigazioni criminali)
  - UTIs – Unitats Territorials d'Investigació
- CGRO – Comissaria General de Recursos Operatius (risorse umane e materiali)
  - AE – Àrea d'Escoltes (scorte)
- GEI – Grup Especial d'Intervenció (teste di cuoio)
- ARRO – Àrea de Recursos Operatius (ordine pubblico e manifestazioni)
- ART– Àrea Regional de Trànsit (controllo del traffico)
- ABM – Àrea de Brigada Mòbil (ordine pubblico e manifestazioni)[5]
- TEDAX (disinnesco esplosivi)
- Unitat de Subsol (ispezioni fognarie e sottosuolo)
- Unitat Canina (unità cinofila)
- UAS – Unitat d'Activitats subaquàtiques (attività subacquea)
- UMA – Unitat de Mitjans Aeris (servizio aereo)Seat Ateca, Mossos d'Esquadra

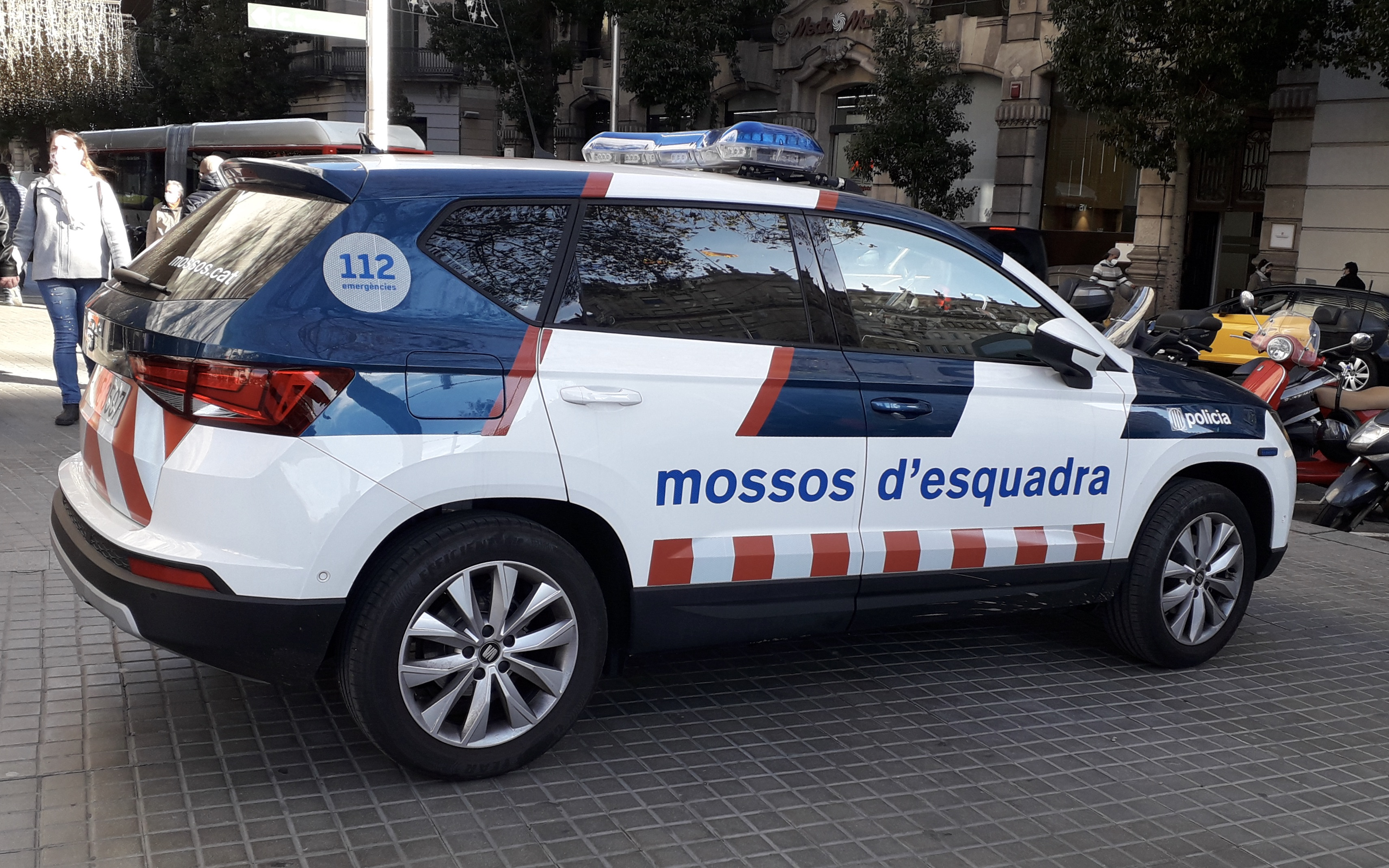
Seat Ateca, Mossos d'Esquadra

## Gradi e qualifiche

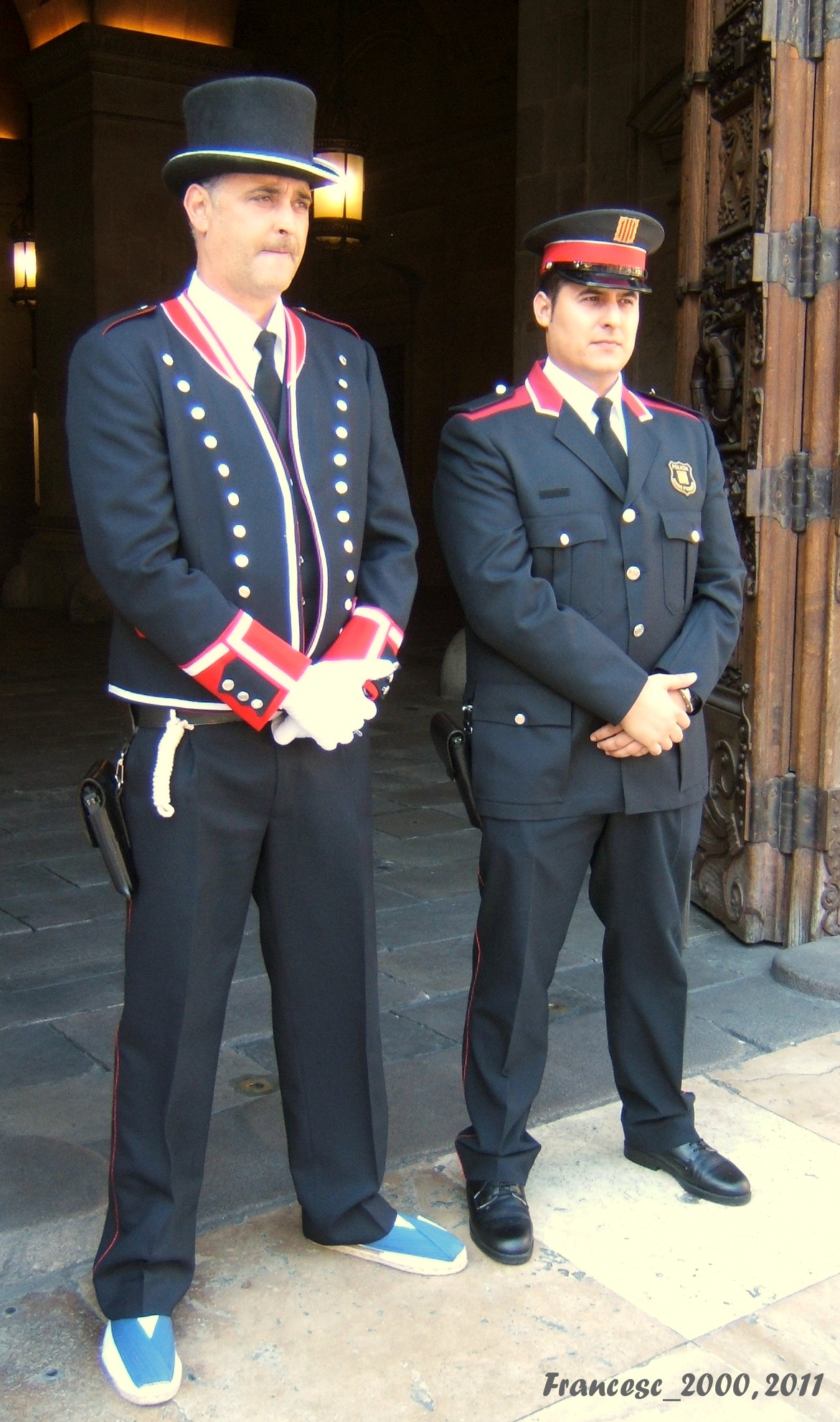
Uniformi di gala

- Maggiore (comandante)
- Commissario
- Intendente
- Ispettore
- Sottoispettore
- Sergente
- Caporale
- Mosso (agente)Uniformi di gala

## Formazione
La formazione si svolge presso l'Institut de Seguretat Pública de Catalunya (Istituto di Pubblica Sicurezza della Catalogna) (fino al 2007 Escola de Policia de Catalunya) situato nella città di Mollet del Vallès, dove oltre ai Mossos, polizia locale e polizia portuale vengono formati anche agenti forestali, agenti carcerari e vigili del fuoco della regione.